# Аудіоапаратура

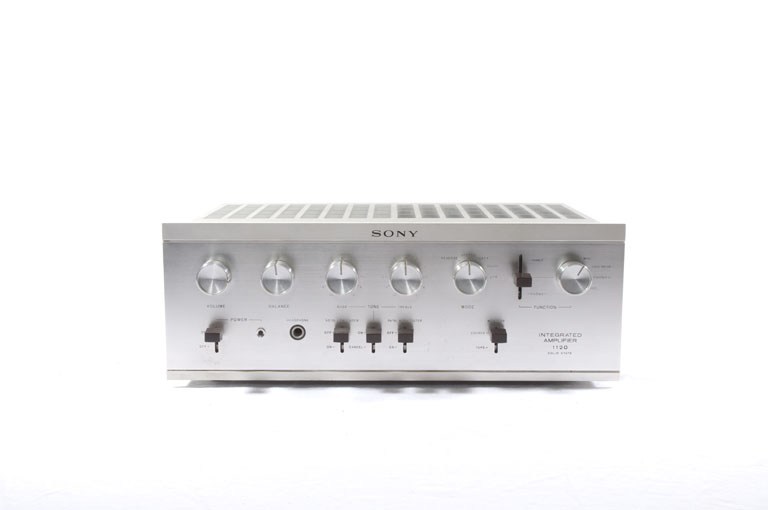
Підсилювач звуку

Звукове (аудіо) обладнання — пристрої, які відтворюють, записують або обробляють звук. Сюди входять мікрофони, радіоприймачі, AV-приймачі, програвачі компакт-дисків, магнітофони, підсилювачі, мікшерні консолі, модулі ефектів та динаміки.
Аудіообладнання широко використовується в багатьох різних сценаріях, таких як концерти, бари, зали засідань та будинки, де існує потреба у відтворенні, записі та посиленні гучності звуку.